# Србија 21
Србија 21 (скраћено С21) је социјалдемократска и реформистичка политичка странка у Србији коју су почетком 2020. године основали бивши чланови Социјалдемократске странке и Демократске странке.

## Историја
Марко Ђуришић и Ненад Константиновић били су претходно део Социјалдемократске странке, али након што су из странке изјавили да ће бојкотовати предстојеће изборе, одлучили су да створе нову политичку организацију која ће учествовати на наредним изборима и која је такође фокусирана на Приступање Србије Европској унији.
Након неког времена подржала их је и Гордана Чомић из Демократске странке. Странка тренутно учествује на предстојећим изборима и више пута су изјавили како је „могуће променити састав и сменити Вучића са власти ако учествујемо на изборима.”
Они су такође део проевропске коалиције Уједињена демократска Србија заједно са Странком модерне Србије, Лигом социјалдемократа Војводине, која предводи Војвођански фронт и Грађанским демократским форумом.